# Aruba en los Juegos Olímpicos de Tokio 2020
Aruba estuvo representada en los Juegos Olímpicos de Tokio 2020 por un total de tres deportistas, dos hombres y una mujer, que compitieron en dos deportes.
Los portadores de la bandera en la ceremonia de apertura fueron los nadadores Mikel Schreuders y Allyson Ponson. El equipo olímpico arubeño no obtuvo ninguna medalla en estos Juegos.